# フローレンス・ナップ
フローレンス・ナップ（Florence Knapp、1873年10月10日 - 1988年1月11日）は、ギネス世界記録に認定された、1987年12月から死去まで長寿世界一だったアメリカの女性。
アメリカ、ペンシルベニア州ランズデール生まれ。1987年2月2日にメアリー・マッキーニーが死去し、アメリカでの最長寿となる。同年12月27日にアンナ・エリザ・ウィリアムズが死去したことにより、長寿世界一となるが、翌年1月11日に114歳と3ヶ月で死去。 長寿世界一であった期間は2週間ほどだった。